# Хав'єр Акіно
Хав'єр Акіно (ісп. Javier Aquino, нар. 11 лютого 1990, Оахака-де-Хуарес) — мексиканський футболіст, півзахисник клубу «УАНЛ Тигрес».
Насамперед відомий виступами за клуб «Крус Асуль», а також національну збірну Мексики.

## Клубна кар'єра
У дорослому футболі дебютував 2008 року виступами за «Крус Асуль», вихованцем якого і був. У складі команди з Мехіко провів три з половиною сезони, взявши участь у 78 матчах чемпіонату. 
28 січня 2013 року став гравцем іспанського «Вільярреала», якому в тому ж сезоні допоміг зайняти друге місце у Сегунді і вийти до Ла Ліги. У наступному сезоні 2013/14 провів 32 матчі у Ла Лізі і забив дебютний гол на іспанській землі, після чого разом з одноклубником Хонатаном Перейрою був відданий в оренду до «Райо Вальєкано», де провів наступний сезон.
В червні 2015 року Акіно повернувся на батьківщину, ставши гравцем клубу «УАНЛ Тигрес», якому допоміг 2015 року виграти Апертуру. Наразі встиг відіграти за монтеррейську команду 37 матчів в національному чемпіонаті.

## Виступи за збірну
У 2011 році дебютував в офіційних матчах у складі національної збірної Мексики.
У складі збірної був учасником розіграшу Кубка Америки 2011 року в Аргентині.
У складі олімпійської збірної Мексики — учасник футбольного турніру на Олімпійських іграх 2012 року у Лондоні, де мексиканці стали олімпійськими чемпіонами, а сам Акіно зіграв у всіх шести матчах і забив один гол.
Після цього у національній збірній грав на Кубку конфедерацій 2013 року у Бразилії, чемпіонаті світу 2014 року у тій же країні і Кубку Америки 2015 року у Чилі.
Наразі провів у формі головної команди країни 35 матчів.

## Титули і досягнення
- Переможець Панамериканських ігор: 2011
- Олімпійський чемпіон (1):

Мексика (ол.): 2012
- Чемпіон Мексики (1):

«УАНЛ Тигрес»:  Апертура 2015